# Minigráfico de pulso
Un minigráfico de pulso es un diagrama de líneas muy pequeño, generalmente dibujado sin ejes ni coordenadas que presenta la tendencia general de una medida a lo largo del tiempo  —como la temperatura o el indicador de precios del mercado de valores, por ejemplo— de una manera simple y muy condensada. Mientras que un gráfico típico está diseñado para mostrar profesionalmente la mayor cantidad de datos posible y se separa del flujo del texto, los minigráficos de pulso pretenden ser concisos, memorables y estar ubicados junto a las cifras y sus unidades. Usualmente. los minigráficos de pulso son lo suficientemente pequeños como para ser incrustados en línea con el texto, pero también es común encontrarlos agrupados en tablas como elementos de una rejilla múltiple.

## Historia
En 1762, el escritor irlandés Laurence Sterne utilizó recursos tipográficos similares a los minigráficos de pulso en el sexto volumen de su obra La vida y opiniones del caballero Tristram Shandy, para ilustrar su procedimiento narrativo: "Estas fueron las cuatro líneas que moví a lo largo de mi primer, segundo, tercer y cuarto volumen". 

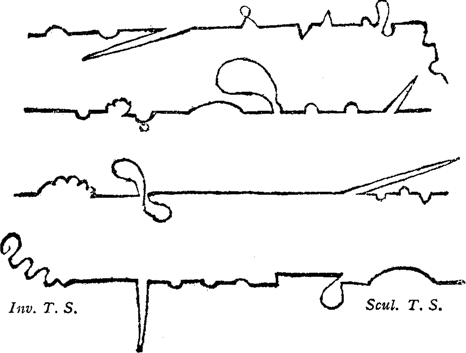
Ilustración de "Vida y opiniones del caballero Tristram Shandy"

De manera similar, la Royal Society de Gran Bretaña publicó en 1883 una monografía que describía detalladamente la erupción de 1883 del volcán Krakatoa. Esta obra muestra, en las placas VII y VIII, la variación de la presión atmosférica provocada por el evento geológico durante varias oscilaciones. Dichas mediciones fueron obtenidas mediante estaciones barométricas que estaban ubicadas alrededor del mundo, y que contaban con un barógrafo integrado que permitió capturar los datos de la presión atmosférica como una serie continua de pulsos. 

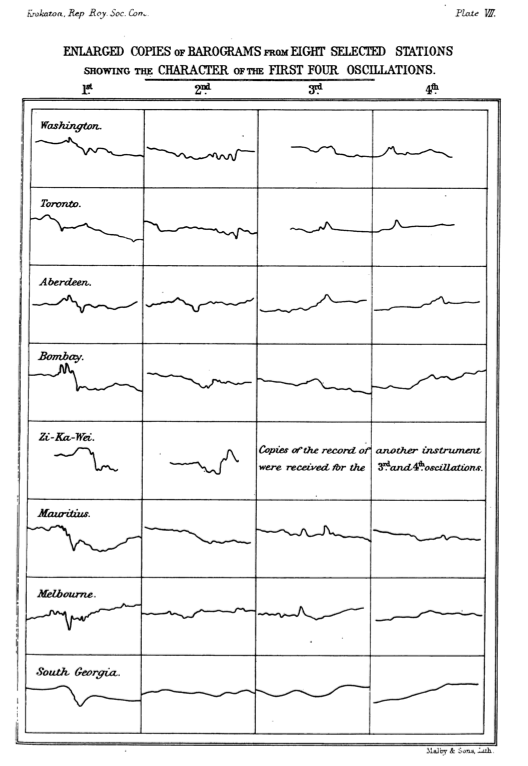
Barográmas de distintas estaciones atmosféricas alrededor del mundo de la erupción del Krakatoa en 1883

Una captura de pantalla de 1999 de una implementación de un minigráfico de pulsos desarrollada alrededor de enero de 1998. El concepto fue desarrollado por el diseñador de interacción Peter Zelchenko en conversación con el programador Michael Medved, mientras Medved desarrollaba la aplicación QuoteTracker. Posteriormente, el producto se vendió a Ameritrade.

En 1983, el profesor estadounidense Edward Tufte documentó académicamente este formato de visualización de datos, entonces llamado "series temporales continuas intensas", y que permitía la compactación extrema de la información visual.  A principios de 1998, el diseñador estadounidense de interfaces Peter Zelchenko introdujo una función llamada "gráficos en línea", diseñada para la plataforma de operaciones para PC Medved QuoteTracker. Se cree que esta es la primera implementación computacional conocida de los minigráficos de pulso. En 2006, Edward Tufte introdujo el término minigráfico de pulso (sparkline en el inglés original) para "gráficos pequeños de alta resolución incrustados en un contexto de palabras, números e imágenes".  Tufte describió los minigráficos de pulso como "gráficos del tamaño de una palabra, con un diseño simple y con muchos datos". 
El 7 de mayo de 2008, empleados de Microsoft presentaron una solicitud de patente para la implementación de minigráficos de pulso en Microsoft Excel 2010. La solicitud se publicó el 12 de noviembre de 2009, lo que llevó a Tufte a expresar preocupación por la atribución de la autoría del formato y sobre la falta de novedad de la patente.  El 23 de enero de 2009, MultiRacio Ltd. publicó una extensión para Apache OpenOffice llamada EuroOffice Sparkline para insertar minigráficos de pulso en Apache OpenOffice Calc.  El 3 de marzo de 2022, Tomaž Vajngerl, desarrollador esloveno de LibreOffice, anunció una nueva implementación de minigráficos de pulso para LibreOffice Calc, con la inclusión del soporte para importar minigráficos desde el formato OOXML Workbook en la versión 7.4 de esta suite ofimática. 

## Uso
Los minigráficos de pulso se utilizan con frecuencia para visualizar datos económicos y financieros, pues permiten rastrear y comparar variaciones en intervalos de largo y mediano plazo. Al mostrar los cambios recientes con respecto a los cambios en el pasado, los minigráficos de pulso aportan un contexto para realizar análisis más detallados y tomar mejores decisiones.
Igualmente, las tecnologías de monitoreo médico a menudo generan una gran cantidad de datos, por lo que los gráficos de pulso son esenciales para identificar tendencias imporantes en un torrente de información. Por ejemplo, los electrocardiogramas y encefalogramas son ejemplos de formatos susceptibles de ser presentados efectivamente mediante minigráficos de pulso.

Otro campo de aplicaición para los minigráficos de pulso es la proyección de resultados deportivos durante distintas temporadas. Los minigráficos de pulso se distinguen de otras técnicas de visualización de datos en que estos pueden utilizarse junto con el flujo del texto, sin interrumpirlo. Por ejemplo:
Promedio industrial Dow Jones del 7 de febrero de 2006.
Para lograr lo anterior, el minigráfico de pulso debe tener aproximadamente la misma altura que el texto que lo rodea. Tufte ofrece algunos principios de diseño útiles para dimensionar minigráficos y maximizar su legibilidad, principalmente que la proporción entre la base del gráfico sea mucho más extensa que su altura. 

## Otras lecturas
- "Historia de los minigráficos de pulso" (en inglés), ensayo de Edward Tufte, edwardtufte.com
- "Minigráficos de pulso en Google Sheets", blog.tryamigo.com
- "Micro Visualizaciones", tesis de Jonas Parnow, microvis.info
- "Todo lo que siempre quisiste saber sobre minigráficos de pulso en Google Sheets" (en inglés), benlcollins.com

- Datos: Q2307841
- Multimedia: Sparkline / Q2307841